# Campionati tedeschi di sci alpino 1985
Ai Campionati tedeschi di sci alpino 1985 furono assegnati i titoli di discesa libera, slalom gigante e slalom speciale, sia maschili sia femminili.

## Risultati
| Specialità      | Uomini          | Donne         |
| --------------- | --------------- | ------------- |
| Discesa libera  | Sepp Wildgruber | Heidi Wiesler |
| Slalom gigante  | Hans Stuffer    | Maria Epple   |
| Slalom speciale | Frank Wörndl    | Maria Epple   |